# オクタヴィオ・フリアス・ジ・オリヴェイラ橋
オクタヴィオ・フリアス・ジ・オリヴェイラ橋（葡: Octávio Frias de Oliveira）は、ブラジルのサンパウロのピニェイロス川に架かる斜張橋である。

## 概要
二車線の道路が立体交差するX字型の橋である。二本のカーブしている道路を一本の主塔で支える世界で唯一の構造を有する橋である。全長1,600m、主塔の高さは138mである。

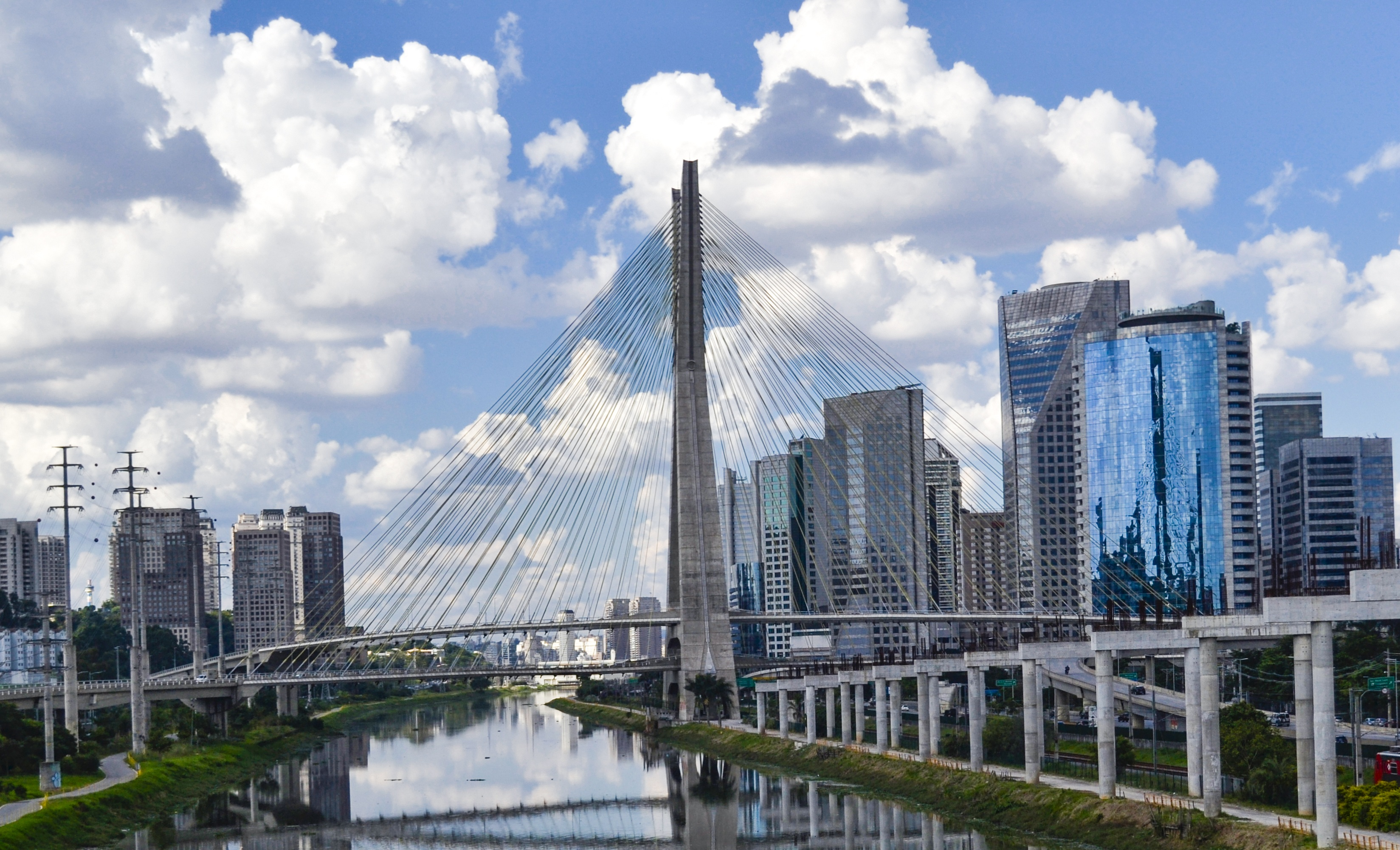
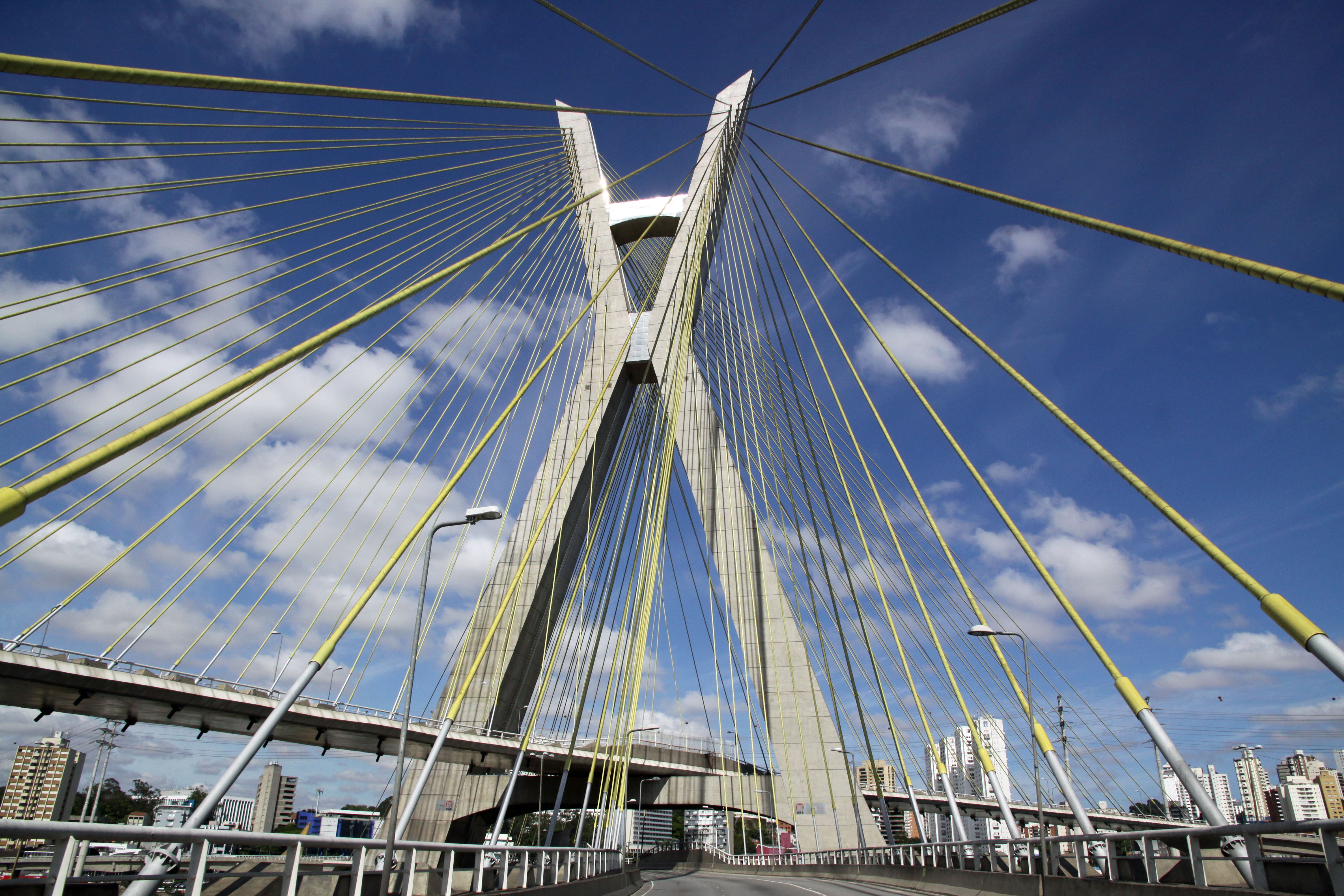
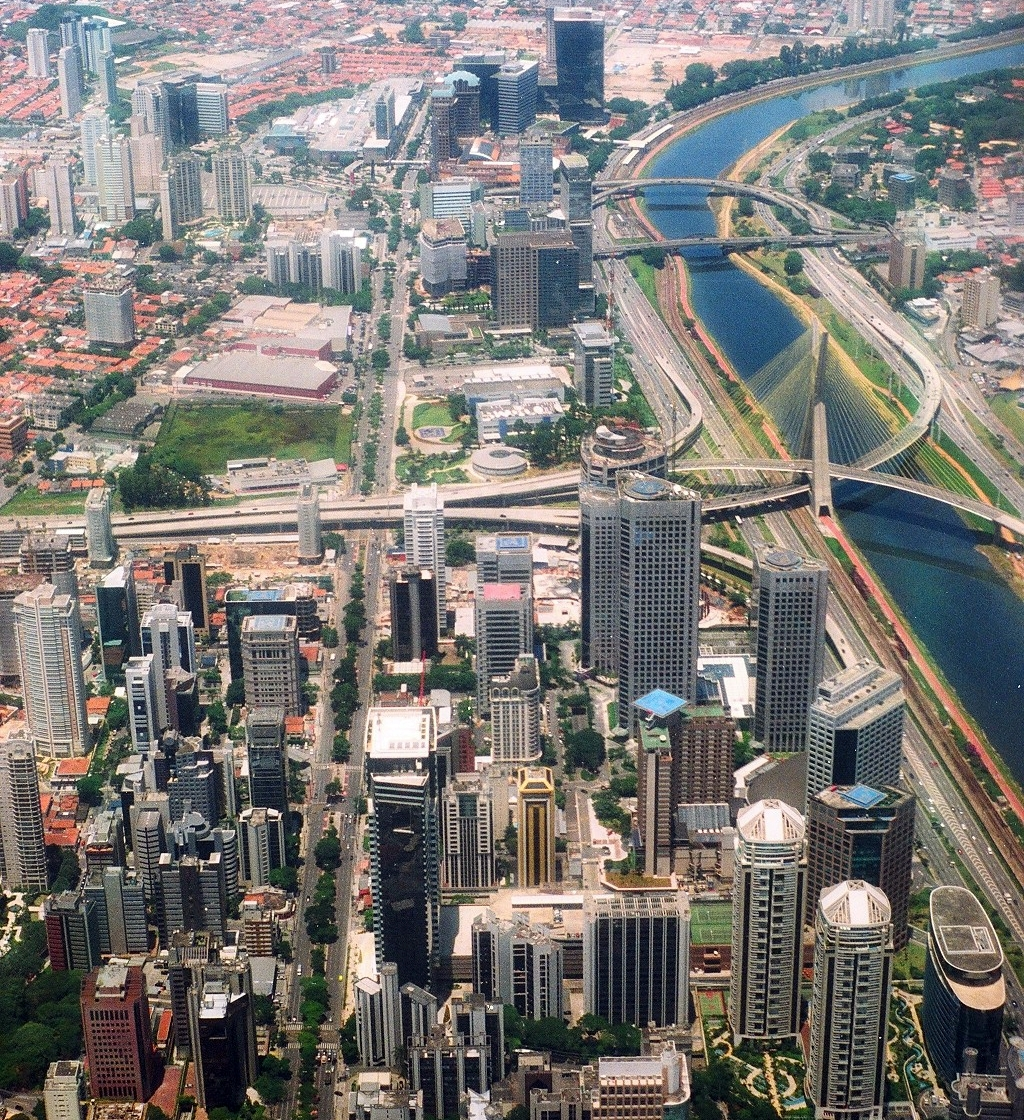